# 东升镇 (伊春市)
东升镇是中华人民共和国黑龙江省伊春市伊美区下辖的一个镇。
2017年12月28日，黑龙江省民政厅批复同意撤销伊春区东升街道办事处设立东升镇，将朝阳社区的对山农场部分区域及东升街道办事处1个社区委员会以及长征、东升、迎新、青山4个行政村划分到东升镇，镇政府驻东升村。2019年6月，国务院同意调整伊春市部分行政区划，撤销伊春区，新设伊美区，东升镇改属伊美区。

## 行政区划
东升镇下辖以下村级行政区划单位：
东风社区、联合社区、新兴社区、东升村、长征村、青山村和迎新村。